# 루그브뢰드
루그브뢰드(덴마크어: rugbrød)는 아주 잘 알려진 덴마크 호밀빵이다. 보통 직사각형 모양에 갈색이며, 높이는 12cm를 넘지 않고 폭은 35cm를 넘지 않는다. 하지만 모양과 크기가 다를 수 있고, 재료도 다양하다. 루그브뢰드는 보통 발효된 반죽을 쓰며 호밀로 만들지만, 밀가루를 쓰는 레시피도 있다. 해바라기씨가 들어가기도 한다.
루그브뢰드는 지방 함량이 매우 낮고 식용유가 들어가지 않는다. 소금을 제외한 향신료와 착향제 또한 넣지 않는다. 식이섬유가 풍부하며 설탕을 매우 적게 넣거나 아예 넣지 않기도 한다.

## 같이 보기
- 덴마크 요리
- 호밀빵
- 품퍼니켈